# 引出物
引出物（ひきでもの）とは、結婚式や祝賀パーティなどの祝い事で招待客に配られる贈呈品。ただし、最近は本来の意味とは別に関東地方を中心に法事など冠婚葬祭の場全般で配られるものを指してこう呼ぶ場合もあり広義には慶事（祝い事）以外も含まれる。

## 概要
引出物は、もともと馬を庭先に引き出したことが名前の由来と言われている。
日本には古くからある習慣であり、主に鰹節などの食品などが配られる。また地域・式典の規模によっても大きな差が出る。法事のお返しにも引出物という言い方をするので、必ずしも慶事のみとは限らない。なお、弔事の場合のお礼の品には「通夜返礼品」、「会葬返礼品」、「香典返し」などの名称がある。
冠婚葬祭に関連するサービス業の発達とともに、こういった引出物をパッケージ化したサービスも見られ、結婚式場や冠婚葬祭業者によってはカタログから選んで利用する場合もある。
出席者が多岐にわたる場合では、そのいずれもが「貰って嬉しい」引出物にすることは困難である。このため近年では、以下のような考え方も存在する。
- 披露宴の料理を豪華にすることで引出物を簡素化する。
- 出席者の年齢や関係の種類に応じて幾つかのセットをあらかじめ用意する。
- カタログギフトの利用。
- 珍しい食品など、持ち帰った側が家族と一家団欒の場ですぐに消費できるもの（披露宴の話題で盛り上がってもらおうという考え）。

## 結婚式

### 日本
新日本法規の『あたらしい家庭の冠婚葬祭』によれば、一般的な家庭の結婚式において以前は、結婚披露宴に供された料理の一部を披露宴出席者の家族へのお土産として持ち帰ってもらうものであったが、バブル景気以降に結婚披露宴が次第に華やかになっていく過程で、披露宴の記念品という意味合いが強まっている。お祝いの多い少ないに対応して配るお返しではなく記念品であるため、出席者に一律に配られるのが通例である。ただし、引出物の中身は、披露宴出席者の年齢や関係性によって変えるのが一般化（贈り分け）している。

#### 引出物の構成
引出物では、前述のとおり以前は料理を折詰（一種の弁当）にして持ち帰って貰うものであった。しかし、近年では2～3品、地域や家の格式によって5～7品の物品を贈る。金額の目安は披露宴の一人当たりの飲食費の三分の一程度とされていたが、近年は披露宴出席者にあわせて変えることが多くなっている。
- 記念品 - カタログギフトや食器類など
- 引菓子 - 日持ちのする菓子
- 縁起物 - 鰹節や梅干し、赤飯（真空パックのもの）など

包装（伝統的ラッピング）の飾りには、表書きに「寿」の文字を入れ、「結び切り」（本結び）の様式で紅白ないし金銀の水引を掛ける。これに二人の名もしくは姓を書き入れる。持ち帰ってもらうことが目的であるため、持ち帰り用の紙袋もしくは風呂敷を用意するのが一般的。
以前は重くて量のある物品が好まれていたが、遠隔地からの出席者に配慮し、重い物品が避けられる傾向も出ている。そのためか「宅配引出物」というサービスも展開されている。結婚披露宴当日に出席者が持ち帰るのが通例だったが、2002年からサービスが開始され始めた宅配引出物は出席者の自宅へ引出物を郵送する。2019年現在、利用者は拡大傾向にある。

#### 引出物の選び方
- 誰にでも喜ばれるような実用性のあるもの・複数あっても困らないもの。
  - 日用品 - 食器・時計や花瓶などインテリア用品
  - 食品 - 調味料・乾物・酒・菓子・コーヒーや紅茶など
- あまり特殊なもの、特定の趣味を反映したようなものは不向き。

なお前述のとおり記念品としての意味合いが強まりパッケージサービスが登場して以降では、盛大な披露宴の場合ともなると、結婚した側の顔写真入り記念品など奇をてらったような特注のものもバブル景気のころにはみられたが、実用性の観点から貰った側としても扱いに困るなどの事情もあって、2000年代においては下火の模様である。これに代わって「貰った側が自由に選べる」というカタログギフトも選択肢の上で上位に挙がっている（三和銀行調べ）。
なお本来の意味では、すぐに使い切ってしまうもの（消耗品）以外には、あまり結婚する二人の名入れの記念品は適切ではないともされる。

#### 引出物選びのタブー
旧家の多い地域では忌み言葉からの連想で、特定の物品が避けられる傾向が存在する。ただしこういった風習も次第に廃れる傾向があり、食器類で「（縁が）切れる」などの連想で避けられていたはさみや包丁といった刃物も、日常的に使ってもらうキッチン用品の範疇で選ばれている。
- 「去る」を連想させるものはダメ。「猿」の絵柄など。
- 「重箱」もダメ。離婚、再婚を連想させるから。

このほか、古くは「割れる」（破談の連想）から陶器やガラスの食器が避けられたり、またはお茶が弔事で使われる関係で避けられていたこともある。しかしこういったものを厳密に適用すると贈る側が一苦労するほか、忌み言葉に拘る側も減った関係で、余り重要視されなくなっている。
地域的な事情もあるため、結婚する者の両方の家のごく近い親族を呼んで相談することもしばしば行われる。

#### 地方の慣習
- 北海道では、赤飯に甘納豆。
- 山形では、布団。富山、熊本などでは縁起物として加工したかまぼこ。
- 新潟では、引出物の一部に「松の葉」をつける。新郎新婦の名刺代わりとしての、ペアのグラスやハンカチなどの小物のこと。
- 石川では、鶴亀と紅白のまんじゅう。その他にも紅白の餅、まんじゅうをつけるところがある。滋賀、兵庫、鳥取、香川など。
- 名古屋およびその近辺では、「両手に持ち切れる引き出物は恥」であり引き出物はなるべく大量に用意することが望ましいとされていたが、現代ではその風潮も薄れつつある。

### 韓国
韓国の結婚式にも御祝儀の風習があり、結婚式の招待客には料理がふるまわれることが多いが、引出物を渡す習慣はない。

## 参考書籍
- 『あたらしい家庭の冠婚葬祭 : これからのおつき合いとマナー』新日本法規出版、1999年1月。ISBN 4-7882-0074-0。